# Arvīds Immermanis
Arvīds Immermanis (* 9. September 1912 in Riga; † 30. Juni 1947 in Russland) war ein lettischer Radrennfahrer und nationaler Meister im Radsport.

## Sportliche Laufbahn
Immermanis nahm an den Olympischen Sommerspielen 1936 in Berlin teil. Bei den Spielen schied er beim Sieg von Robert Charpentier im olympischen Straßenrennen aus. Die lettische Mannschaft (mit Aleksejs Jurjevs, Mārtiņš Mazūrs und Jānis Vītols) kam nicht in die Mannschaftswertung.
Er war 1934 nationaler Meister im Sprint. Die Meisterschaft im Mannschaftszeitfahren gewann er 1935 und 1937. Er startete für den Verein ASK Riga.